# Marchanno Schultz

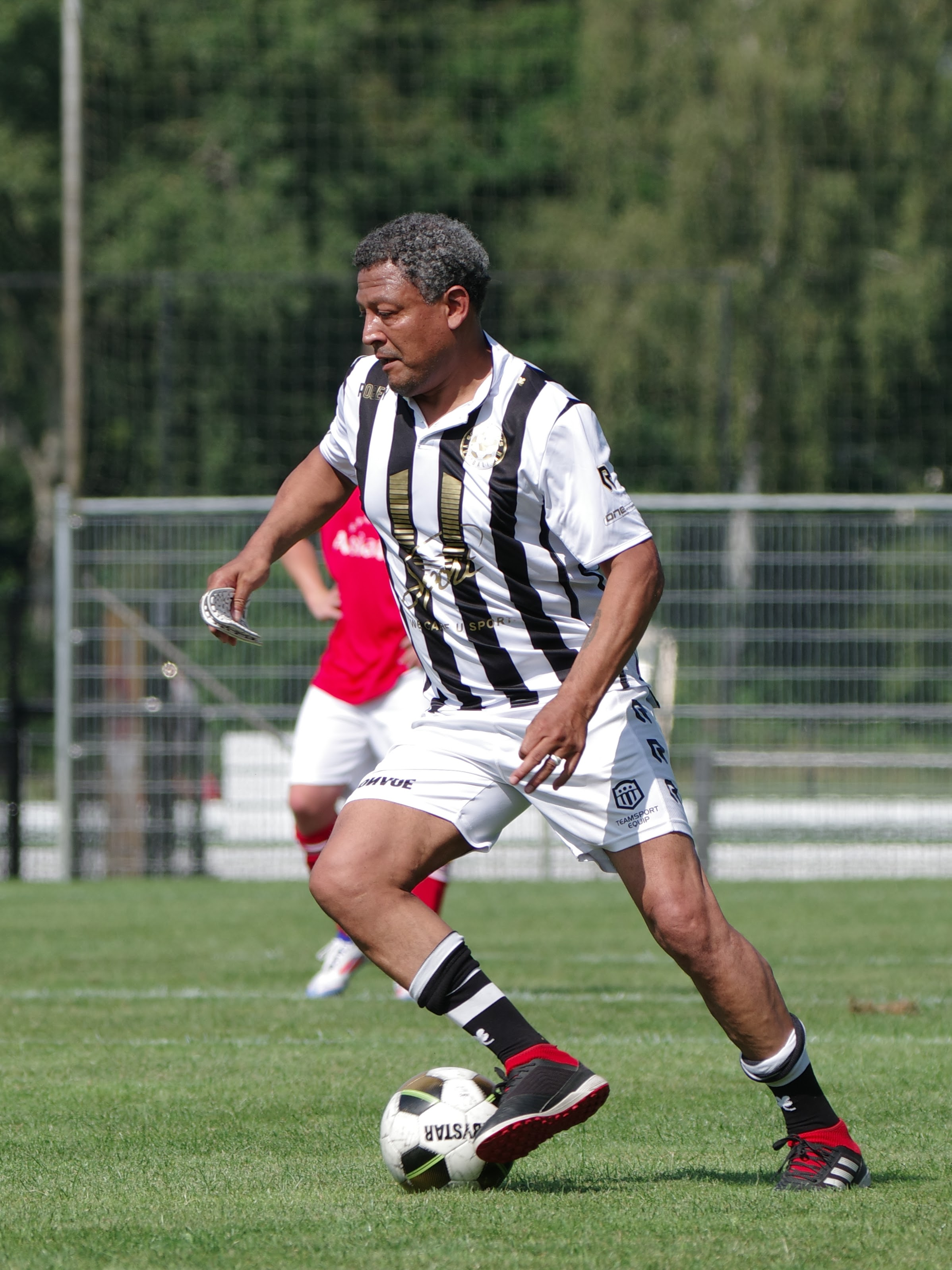
Marchanno Schultz in 2024

Marchanno Schultz (Zevenbergen, 17 december 1972) is een Nederlands voormalig voetballer.
Schultz begon in de jeugd bij VV Virtus en Feyenoord. Daar debuteerde hij en hij speelde verder bij Sturm Graz, De Graafschap, N.E.C. en Stormvogels Telstar. Schultz speelde als middenvelder in totaal 180 wedstrijden waarin hij 19 keer scoorde.
In 1989 speelde hij eenmaal voor het Nederlands voetbalelftal onder 17.
Schultz werd in 2010 jeugdtrainer bij Feyenoord.

## Clubs
- 1990 - 1992: Feyenoord (7, 1)
- 1992 - 1995: Sturm Graz (53, 8)
- 1995 - 1997: De Graafschap (68, 7)
- 1997 - 2001: N.E.C. (126, 6)
- 2002 - 2003: Stormvogels Telstar (20, 3)
- 2004 - 2005: SV Marken
- 2005 - 2006: TEC VV
- 2006 - 2007: Türkiyemspor